# Kayes (Kreis)

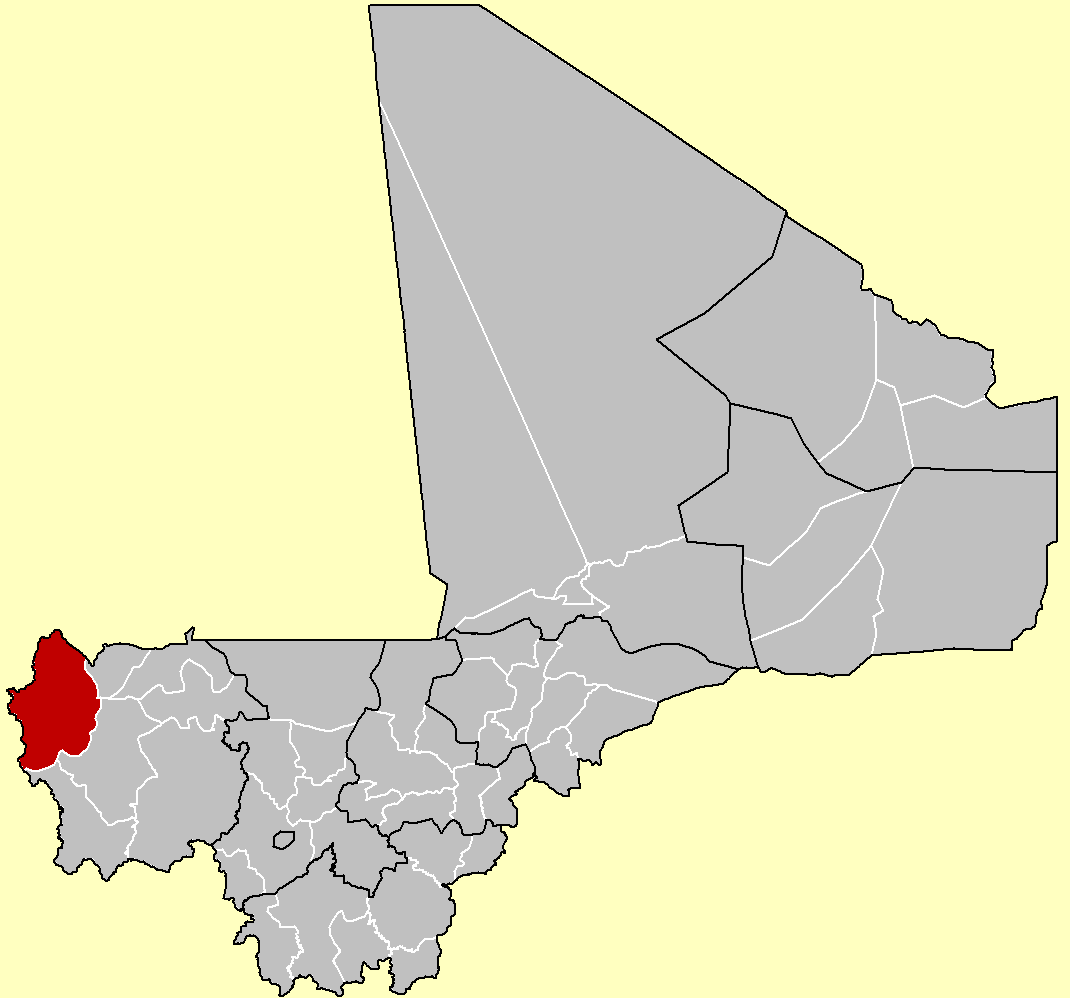
Kreis Kayes

Kayes ist der Name eines Kreises (franz. cercle de Kayes) in der gleichnamigen Region Kayes in Mali.
Der Kreis teilt sich in 29 Gemeinden, die Einwohnerzahl betrug beim Zensus 2009 513.362 Einwohner.
Gemeinden: Kayes (Hauptort), Aourou, Bangassi, Diamou, Djélébou, Falémé, Fégui, Gory Gopéla, Gouméra, Guidimakan Kéri Kaffo, Hawa Dembaya, Karakoro, Kéméné Tambo, Kolimbiné, Kouloun, Koniakary, Koussané, Liberté de Mbaya, Logo, Maréna Diombougou, Marétoumania, Sadiola, Sahel, Samé Diomgoma, Ségala, Séro Diamanou, Somankidy, Sony, Tafacirga. 